# آلکساندر ملیکیان
آلکساندر نیکلایی ملیکیان (ارمنی: Ալեքսանդր Նիկոլայի Մելիքյան؛  زادهٔ ۵ فوریهٔ ۱۸۷۷ - درگذشته ۱۶ مارس ۱۹۶۹) یک تکنسین مهندسی، ریاضی‌دان و کارشناس علوم پرورشی اهل ارمنستان بود.

## زندگی‌نامه
در ۵ فوریهٔ ۱۸۷۷ در هادروت به دنیا آمد و از انستیتو فناوری سن پترزبورگ (۱۹۰۸) فارغ‌التحصیل شد. وی در دانشگاه ملی علوم کشاورزی ارمنستان و دانشگاه دولتی ایروان فعالیت می‌کرد.  وی همچنین برنده دانشمند شایسته ارمنستان شوروی (۱۹۴۶) و نشان برجسته افتخار شده است. وی در ۱۶ مارس ۱۹۶۹ در سن ۹۲ سالگی در ایروان درگذشت.

## یادداشت
1. ↑  Պետերբուրգի տեխնոլոգիական ինստիտուտ